# Chiesa di San Giovanni Battista (Loano)
La chiesa prepositurale di San Giovanni Battista è un luogo di culto cattolico situato nel comune di Loano, in piazza Italia, in provincia di Savona. La chiesa è sede del vicariato omonimo della diocesi di Albenga-Imperia.

## Storia e descrizione

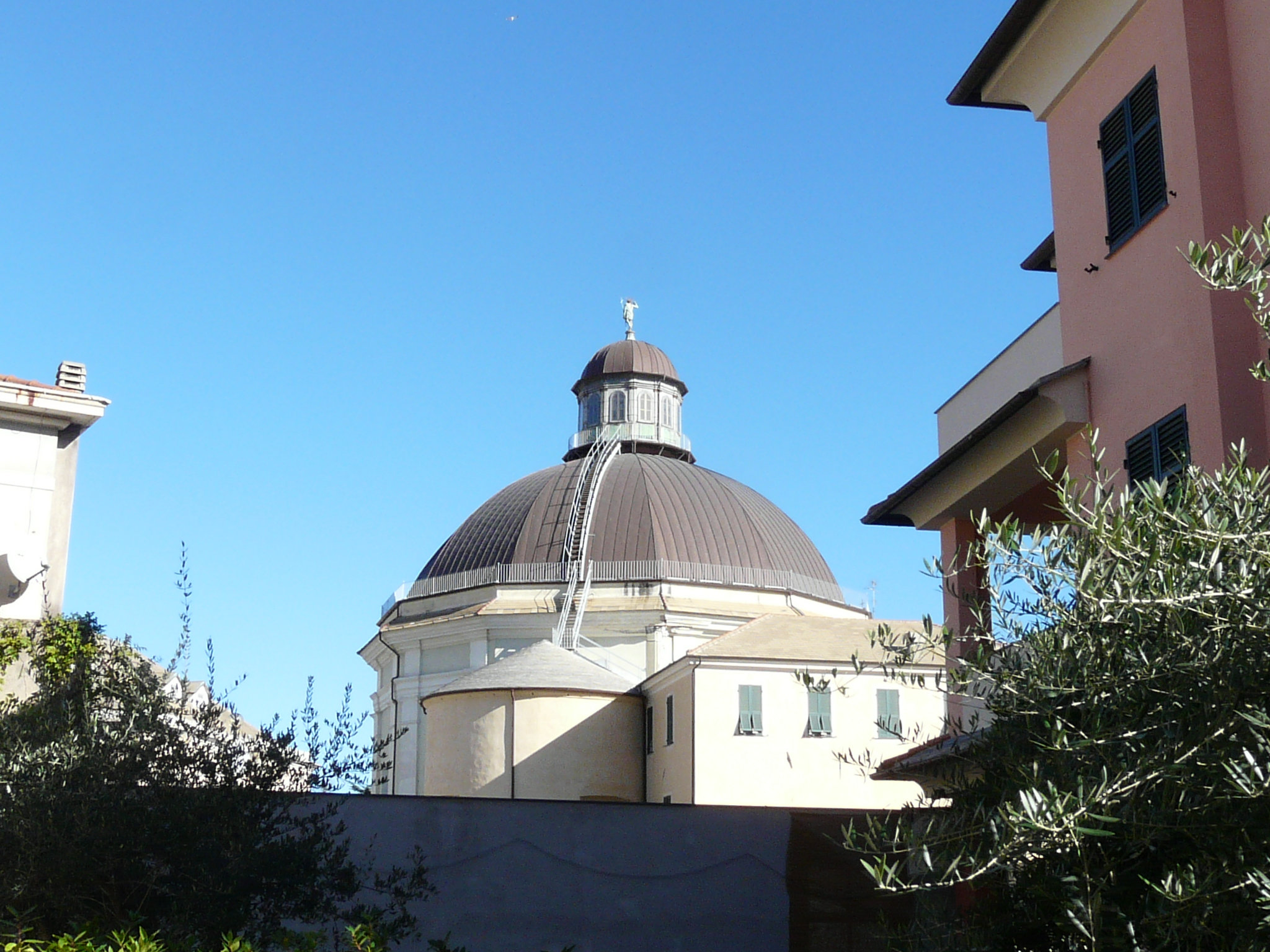
La cupola del duomo

Fu eretto tra il 21 febbraio 1633 e il 28 marzo 1638 dalla famiglia principesca di Loano, i Doria. Il 17 settembre 1662 avvenne la consacrazione del luogo di culto loanese.
L'edificio presenta una pianta dodecagonale sormontata da una cupola a spicchi di 50 m, antisismica, in sostituzione della precedente copertura crollata nel corso del terremoto del 1887. Lo stile è quello rinascimentale. In cima è presente la statua bronzea del santo patrono San Giovanni Battista.
La torre campanaria che si trova aderente al vicino oratorio di Nostra Signora del Rosario è quello della precedente parrocchiale abbandonata e demolita verso i primi del XVII secolo. La torre gotica (di cui si intravedono le vestigia) venne in seguito sopraelevata della cella campanaria dove sono installate sei campane in Mi3.

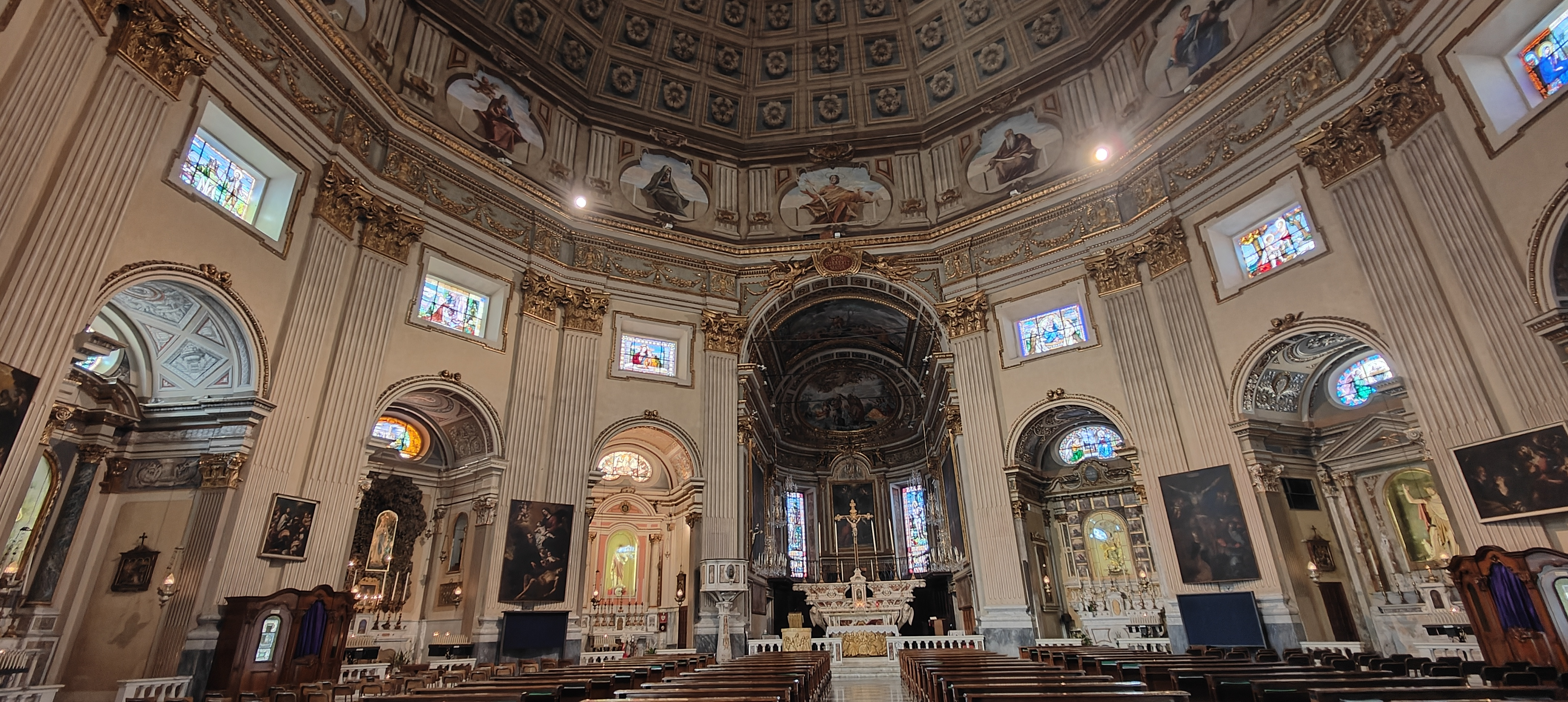
L'interno e sullo sfondo l'altare

All'interno sono presenti numerose tele del Seicento. Nella prima cappella di destra è presente il Santa Barbara di Luciano Borzone (1642), San Sebastiano di Orazio De Ferrari (1639), Crocifissione del Borzone. Dietro l'altare maggiore è invece presente la Nascita del Battista di Giovanni Andrea Ansaldo (1625), mentre nella cappella di sinistra si trovano le tele della Madonna, sant'Antonio Abate e Paolo Eremita di Orazio De Ferrari e della Decollazione di san Giovanni Battista di Giovanni Domenico Cappellini.
Sono ancora presenti i dipinti Caduta di Saulo di Domenico Fiasella detto il "Sarzana"; Madonna, san Pietro e san Giovanni Evangelista del De Ferrari (1638); Bacio di Giuda di pittore ignoto (XVII secolo); San Francesco Saverio battezza gli Indiani di Giuseppe Badaracco.